# George Rümker

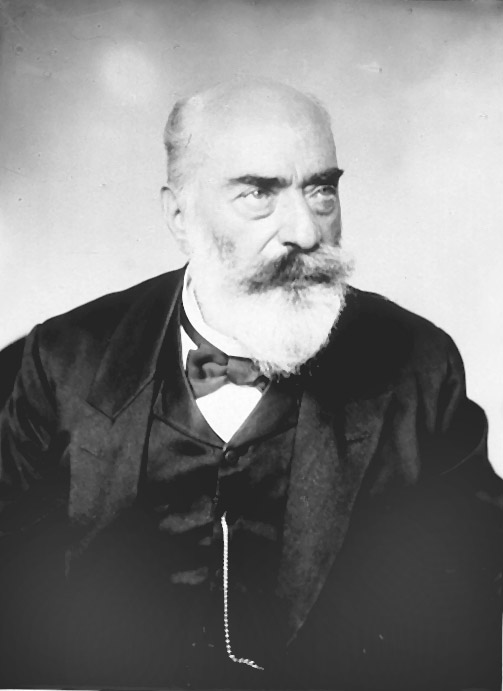
George Rümker.

George Friedrich Wilhelm Rümker, född den 31 december 1832 i Hamburg, död där den 3 mars 1900, var en tysk astronom, son till Karl Rümker. 
Rümker var 1853—55 observator vid observatoriet i Durham, men blev senare anställd vid observatoriet i Hamburg, från 1867 som föreståndare. Vid sidan av denna befattning var han under senare år ledare av fjärde avdelningen av Deutsche Seewarte (kronometeravdelningen) och inlade förtjänster genom sina strävanden för att öka den tyska kronometertillverkningen.